# Канале, Мартино да
Мартино да Канале, или Мартин Канале (итал. Martino da Canale, фр. Martino Canal; ум. после сентября 1275) — венецианский хронист и чиновник XIII века, автор франкоязычной «Хроники», или «Истории Венеции» (фр. Cronique des Veniciens, фр. Les estoires de Venise, фр. d' Estoires de Venise).

## Биография
Биографические сведения практически отсутствуют, если не считать того, что сообщает о себе он сам в своей хронике. Использование им французского языка заставляет предполагать, что он мог быть выходцем из Франции, однако гипотеза эта вызывает обоснованную критику со стороны некоторых исследователей. Ещё меньшее доверие вызывает предположение, что он мог быть выходцем из Кьоджи.
В венецианских архивах XIII столетия встречается немало однофамильцев Канале благородного происхождения, хотя имя Мартино скорее характерно для торгово-ремесленных слоёв. Называя себя в предисловии ко второй книге своего сочинения, он добавляет к собственной фамилии «мастер» (maestri), что заставляет предполагать его принадлежность к одному из городских цехов. По мнению профессора истории Болонского университета Джины Фасоли, любой историографический труд в Республике Св. Марка находился в те времена под строгим контролем со стороны властей, поэтому получить доступ к необходимым рукописям и документам мог лишь заслуживающий доверия чиновник.
Не вызывает лишь сомнений, что Канале жил и работал в Венеции между 1267 и 1275 годами. Можно предположить, что он служил писарем или занимал другую должность в венецианской морской таможне (итал. Tavola da Mar), или же в судебных органах республики.
Вероятно, он поддерживал доверительные отношения с дожем Реньеро Дзено (1252—1268), личности и делам которого в его хронике уделяется большое внимание, в отличие от его преемника Лоренцо Тьеполо (1268—1275), настроенного по отношению к историку, вероятно, прохладно. Возможно, что он провёл некоторое время на Востоке, а в 1274 году присутствовал на Втором Лионском соборе, созванном папой Григорием X для обсуждения унии с православной церковью Византии.
Умер не ранее сентября 1275 года, которым заканчивается его летопись.

## Сочинения
Его «История Венеции» (фр. Les estoires de Venise), или «Хроника Венеции» (фр. Cronique des Veniciens) написана около 1275 года на несовершенном старофранцузском языке, с многочисленными вкраплениями венецианского наречия, и содержит ссылки как на официальные документы, так и на более ранние летописи. По структуре её трудно отнести к традиционным городским хроникам, поскольку стиль её изложения далёк от анналистического. В ней выделяют две неравные части, предваряемые собственными прологами, первая из которых заканчивается 1259 годом, вторая, более подробная, осталась неоконченной и обрывается на событиях сентября 1275 года, причём анализ текста показывает, что наиболее насыщенная информацией часть составлялась с 1267 по май 1268 года.
Вплоть до 1229 года сочинение Мартино представляет собой компиляцию преимущественно на основе анонимной «Хроники Альтино» (лат. Chronicon Altinate), откуда заимствована легенда о троянском происхождении местного населения и список городских правителей, и лишь начиная с правления 43-го дожа Якопо Тьеполо (1229—1249) изложение становится более подробным и самостоятельным. Из остальных возможных источников, помимо документов канцелярии дожа и архива Сената, можно назвать «Венецианскую хронику» Иоанна Диакона (нач. XI в.), «Хронику патриархов Градо» (XI в.), «Краткие венецианские анналы» (лат. Annales Venetici Breves) конца XII века, «Историю венецианских дожей» (лат. Historia ducum Venetorum, 1229—1247) и хронику Роландино Падуанского; остаётся открытым вопрос о возможных заимствованиях из «Завоевания Константинополя» Жоффруа де Виллардуэна.
Текст хроники содержит ряд важных документов, в частности, привилегий, данных в 1125 году Балдуину II Иерусалимскому и  Договор о разделе империи ромеев (лат. Partitio terrarum imperii Romaniae), заключённый в 1204 году 12 лидерами крестоносцев и 12 венецианскими политиками, а также подробные сообщения о подготовке четвёртого крестового похода (1202—1204), участии в нём дожа Энрико Дандоло (1108—1205), об осаде и разграблении в ноябре 1202 года крестоносцами католической Зары (совр. Задар), о взятии ими 13 апреля 1204 года Константинополя, о захвате венецианцами в 1240 году Феррары, о «войне Святого Саввы» в Палестине между Венецией, Пизой и тамплиерами, с одной стороны, и Генуей и госпитальерами, с другой (1256—1270), о крестовом походе против видного лидера гибеллинов правителя Вероны, Падуи и Виченцы Эццелино III да Романо (1256—1259), а также об отвоевании Константинополя византийцами и падении Латинской империи (1204—1261).
Вместе с тем, «История Венеции», составленная Мартино по заказу властей и, вероятно, рассчитанная не столько на местных, сколько на иностранных читателей, содержит массу не только легендарной, но и заведомо недостоверной информации, особенно касательно событий четвёртого крестового похода. Намеренно возвышая историческую роль венецианцев как истинных защитников христианства и носителей подлинного благочестия, Мартино всячески старается снять с республики вину за потерю Константинополя, видя в последнем прежде всего угрозу её экономике и торговле. Во внутренней политике Канале, очевидно, стоит на позициях укрепления государственных институтов и необходимости социального примирения, явно опасаясь возможных общественных потрясений.
Немалый интерес вызывают приводимые им данные о методах войны на море, организации морского шпионажа, снабжении корабельных камбузов, но прежде всего, страницы, которые он посвящает описанию самого города, его гражданских учреждений и монументальных сооружений, местных обычаев, различных церемоний, аттракционов и торжеств, в том числе рыцарских турниров, в которых он явно усматривает влияние французской или окситанской куртуазной культуры. С неподдельным восторгом описывает он, к примеру, турнир, устроенный в 1253 году на площади Святого Марка по случаю избрания дожем Реньеро Дзено:

«На площади возвели павильоны, затянутые шелком, и саму площадь тоже пышно украсили. В павильоны вошли красивые дамы и девицы, а к окнам дворцов подошли другие дамы. Монсеньор дож проследовал пешком из собора Сан Марко, а за ним все патриции Венеции. Люди окружили площадь… За этой процессией явились всадники на прекрасных лошадях и с дорогим оружием. Затем начался турнир, за которым наблюдали дамы. Ах, сеньоры, если бы вы были там, то увидели бы прекрасные удары мечей!»
Использование хронистом старофранцузского языка, вероятно, было вызвано ориентацией его на определённую франкоязычную аудиторию, представленную образованными кругами Анжуйской державы, Латинской Романии, а также адриатического побережья Италии и Балкано-Малоазийского региона времён «франкократии». По словам Канале, он выбрал этот язык, ибо он «всему свету известен и приятнее других на слух и при чтении», с целью как можно дальше разнести славу о «благородном граде, именуемом Венецией, прекраснее и милее которого нет на свете».
Называя в прологе основной своей целью сохранить для будущих поколений память о славных деяниях предков, Мартино по сути создаёт некий эпос венецианской цивилизации на её историческом подъёме. Однако широкой популярности его сочинение у потомков, по-видимому, не завоевало, будучи вытеснено в следующем столетии более обстоятельными хрониками Андреа Дандоло.
Оригинальные рукописи хроники Мартино да Канале, вероятно, утрачены были давно, и единственный полный её манускрипт  из флорентийской Риккардианской библиотеки (Firenze, Biblioteca Riccardiana, 1919) представляет собой пергаментную копию начала XIV века, сделанную четырьмя переписчиками.
Именно по ней хроника была опубликована в 1845 году Филиппо Луиджи Полидори в 8 томе «Итальянского исторического архива», в оригинале, дополненном итальянским переводом. Заново отредактированное историком-медиевистом Альберто Лиментани издание вышло в 1972 году во Флоренции. В 2009 году в Падуе увидел свет комментированный английский перевод хроники, выполненный Лаурой К. Морреале.
Помимо хроники, Мартино да Канале является автором «Службы Святому Марку» (фр. Prière à saint Marc).

## Издания
- La «Cronique des Veniciens» de Maistre Martin da Canal. A cura di Filippo Luigi Polidori // Archivio Storico Italiano. — Tomo VIII. — Firenze, 1845. — pp. 229–766.
- Martino Da Canal. Les estoires de Venise. Cronaca veneziana in lingua francese dalle origini al 1275. A cura di Alberto Limentani // Civiltà Veneziana. Fonti e testi. — Serie III. — Volume 3. — Florence: Olschki, 1972. — cccxxx, 440 p.
- Martin da Canal. Les estoires de Venise. Translated with Introduction and commentary by Laura K. Morreale. — Padova: Unipress, 2009. — xxii, 174 p. — (Archivio del Littorale Adriatico, 12).